# William Boddington
William Westcott "Bill" Boddington, född 22 november 1910 i Jersey City i New Jersey, död 15 november 1996 i Colorado Springs i Colorado, var en amerikansk landhockeyspelare.
Boddington blev olympisk bronsmedaljör i landhockey vid sommarspelen 1932 i Los Angeles.